# Zaroślak czarnogłowy
Zaroślak czarnogłowy (Atlapetes melanocephalus) – gatunek małego ptaka z rodziny pasówek (Passerellidae). Endemit o niewielkim zasięgu występowania w zasadzie ograniczonym do gór Sierra Nevada de Santa Marta w północnej Kolumbii. Jest uznawany za gatunek najmniejszej troski.

## Systematyka
Gatunek po raz pierwszy zgodnie z zasadami nazewnictwa binominalnego opisali Osbert Salvin i Frederick DuCane Godman, nadając mu nazwę Buarremon melanocephalus. Opis ukazał się w 1880 roku w czasopiśmie „Ibis”. Jako miejsce typowe autorzy wskazali San Sebastian w Kolumbii. IOC nie wyróżnia podgatunków.

### Etymologia
- Atlapetes: połączenie słowa Atlas z gr. πετης petēs – „lotnik”, πετομαι petomai – „latać”[10].
- melanocephalus: gr. μελας melas, μελανος melanos „czarny”; -κεφαλος -kephalos „-głowy”, od κεφαλη kephalē „głowa”[11].

## Morfologia
Nieduży ptak ze średniej wielkości, grubym u nasady dziobem w kolorze od jasnoszarego do czarnego. Szczęka i żuchwa są lekko zakrzywione. Tęczówki kasztanowe. Nogi ciemnoszare z różowym odcieniem. Charakterystyczne ubarwienie tego gatunku ułatwia jego identyfikację. Głowa i podbródek czarne ze srebrnoszarą łatą na policzkach. Górna część ciała oliwkowoszara, pokrywy i skrzydła czarniawe z oliwkowoszarymi obrzeżami. Ogon długi, niestopniowany, wszystkie sterówki w kolorze czarnym z oliwkowoszarymi obrzeżami. Gardło, pierś, brzuch cytrynowożółte. Boki oliwkowożółte. Brak dymorfizmu płciowego. Młode osobniki są podobne do dorosłych, z bardziej matowym i jaśniejszym ubarwieniem. Długość ciała z ogonem 17 cm, masa ciała średnio 25 g.

## Zasięg występowania
Zaroślak czarnogłowy występuje tylko na niewielkim obszarze w górach Sierra Nevada de Santa Marta w Kolumbii. Zazwyczaj występuje na wysokościach 1300–3200 m n.p.m., jednak spotykany jest sporadycznie także niżej do 600 m n.p.m. Najdogodniejsze warunki dla jego bytowania znajdują się na wysokościach pomiędzy 1000–1500 m n.p.m.

## Ekologia
Zaroślak czarnogłowy jest gatunkiem endemicznym. Jego głównym habitatem są wilgotne lasy w górach Sierra Nevada de Santa Marta, gdzie występuje w zaroślach i na obrzeżach lasów. Poza tym spotykany jest na zarośniętych pastwiskach, w zalesieniach wtórnych, na plantacjach kawy i innych owoców oraz w ogrodach. Jest prawdopodobnie gatunkiem wszystkożernym, żywiącym się owadami, nasionami i drobnymi owocami, ale nie ma szczegółowych informacji na temat jego diety. Wiadomo tylko, że żeruje na ziemi i w jej pobliżu (niekiedy do 10 m nad poziomem gruntu).

### Rozmnażanie
Nie ma wielu informacji o rozmnażaniu i wychowywaniu piskląt. Ptaki w kondycji lęgowej obserwowane były między styczniem a kwietniem, a osobniki dorosłe z podlotami pomiędzy listopadem a czerwcem. Gniazdo zaroślaka czarnogłowego ma kształt dosyć masywnie zbudowanego kubka, budulec stanowią głównie stosunkowo długie, płaskie materiały roślinne: paski kory, liście bambusa czy źdźbła traw. Gniazdo umieszczane jest w miejscach dobrze ukrytych z gęstą roślinnością, blisko ziemi (0,83 m nad ziemią) lub na średnich wysokościach (2,45 m nad ziemią). Średnie rozmiary trzech zbadanych gniazd to: wysokość 6,9 cm, średnica zewnętrzna 9,33 cm, średnica wewnętrzna 6,21 cm, głębokość 5,4 cm. W lęgu zazwyczaj 2 jaja o średnich wymiarach 20,15 × 15,15 mm, gęsto pokryte brązowymi plamkami.

## Status
W Czerwonej księdze gatunków zagrożonych IUCN zaroślak czarnogłowy klasyfikowany jest jako gatunek najmniejszej troski (od 1988 roku jako Lower Risk/Least Concern, od 2004 roku jako Least Concern). Jego zasięg występowania według szacunków organizacji BirdLife International obejmuje tylko 4000 km². Liczebność populacji nie została oszacowana, jednak gatunek opisywany jest jako pospolity. Ze względu na brak dowodów na spadki liczebności bądź istotne zagrożenia dla gatunku, BirdLife International uznaje trend liczebności populacji za stabilny. BirdLife International wymienia 4 ostoje ptaków IBA, w których ten gatunek występuje, wszystkie w Kolumbii.